# Utsjoki
Utsjoki (płn-lap. Ohcejohka, inari: Uccjuuhâ, skolt: Uccjokk) – gmina w Finlandii, w regionie Laponia, podregionie Pohjois-Lapi, przy granicy z Norwegią. Ustanowiona w 1876 roku. Populacja wynosi 1 298 osób (2010), powierzchnia 5 371,81 km², z czego 227,52 km² stanowi woda. Gęstość zaludnienia wynosi 0,25 osoby na kilometr kwadratowy.
Gmina posiada dwa języki urzędowe – fiński i północnolapoński. Jest też gminą z największym w Finlandii odsetkiem Lapończyków, którzy stanowią 46,6% populacji.
Północną granicę gminy, będącą jednocześnie granicą państwa, wyznacza rzeka Teno. Znajdująca się nad nią wieś Nuorgam jest najbardziej na północ wysuniętą miejscowością Finlandii i Unii Europejskiej oraz znajdującym się najdalej na północy lądowym przejściem granicznym na świecie.
Utsjoki jest północnym krańcem drogi krajowej nr 4. Trasa europejska E75 biegnie dalej na północ przez Most Sami do Norwegii.
Na terenie gminy znajduje się rezerwat przyrodniczy Kevo o powierzchni 712 km².

## Miejscowości
- Nuorgam
- Utsjoki
- Nuvvus
- Dalvadas
- Outakoski
- Rovisuvanto
- Karigasniemi
- Kaamasmukka